# Теруель
Теруель (ісп. Teruel, ісп. вимова: [teˈɾwel] — Терве́л) — місто і муніципалітет в Арагоні, східна Іспанія, адміністративний центр провінції Теруель.

## Географія
Місто розташоване в горах (915 м над рівнем моря) у відносній ізоляції від решти Іспанії, на відстані близько 220 км на схід від Мадрида.

## Історія
Місто засноване у 1171 році королем Альфонсо II арагонським.
З 1999 року в країні була проведена кампанія «Теруель існує» з метою привернення до міста туристів та інвестицій, в результаті була покращена дорожна мережа, що зв'язує місто з рештою Іспанії, але у місті так і не існує залізничного зв'язку із столицею.
Теруель відомий як «місто мудéхарів» завдяки численному числу будівель у цьому стилі, що разом з іншими подібними будівлями входять до списку Світової спадщини під назвою Мудéхарської архітектури Арагону.

## Адміністративний устрій
На території муніципалітету Теруель розташовані такі населені пункти: (дані про населення за 2010 рік)
- Альдеуела: 78 осіб
- Ель-Кампільйо: 66 осіб
- Кастральво: 224 особи
- Кауде: 224 особи
- Конкуд: 155 осіб
- Сан-Блас: 513 осіб
- Теруель: 33085 осіб
- Тортахада: 102 особи
- Вальдесебро: 47 осіб
- Вільяльба-Баха: 187 осіб
- Вільяспеса: 560 осіб

## Демографія
Населення міста станом на 2010 рік становило 35 тис. мешканців, що робить місто одним з найменш населених центрів провінцій у країні.
Динаміка населення (INE ):

## Міста-партнери
Має партнерські зв'язки з українським містом:
- Кам'янець-Подільський

## Релігія
- Центр Теруельсько-Альбаррасінської діоцезії Католицької церкви.

## Відомі особистості
В поселенні народився:
- Хайме Гарсія Аньоверос (1932—2000) — іспанський економіст і державний діяч.

## Галерея

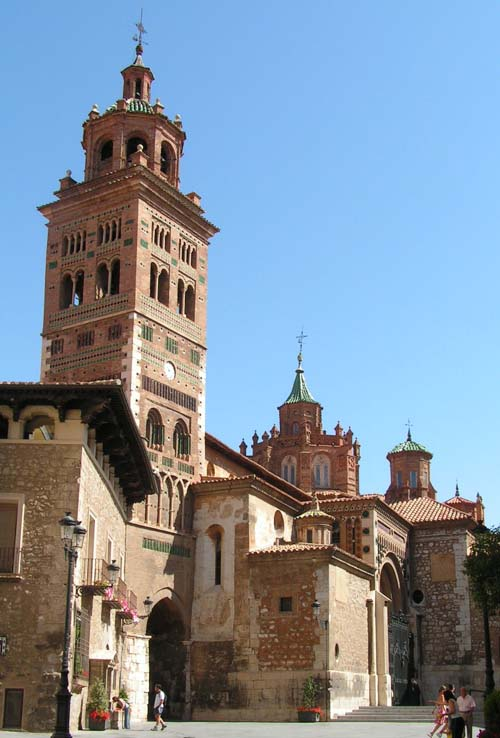
Вежа Сан-Педро Теруельського собору в мудéхарському стилі
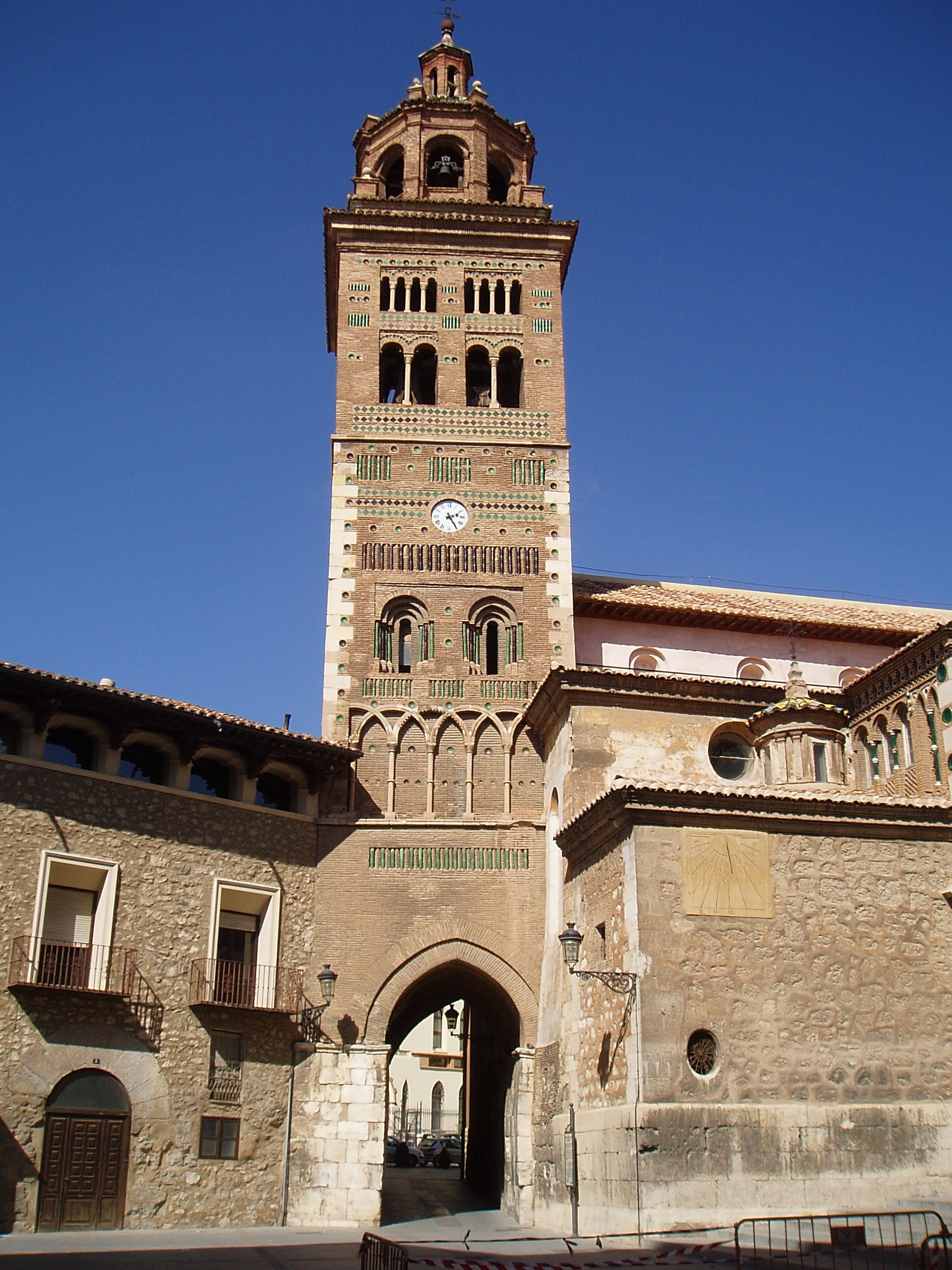
Дзвіниця собору у Теруелі, у стилі мудéхар, входить до списку об’єктів світової спадщини ЮНЕСКО
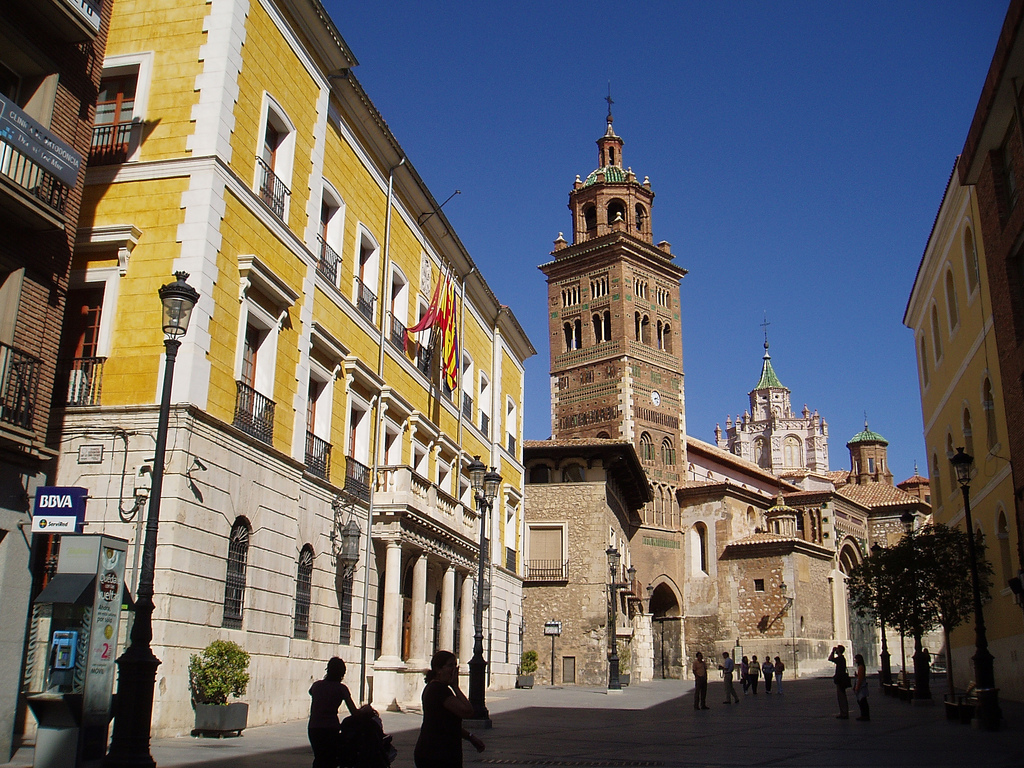
Ратуша і собор, Теруель
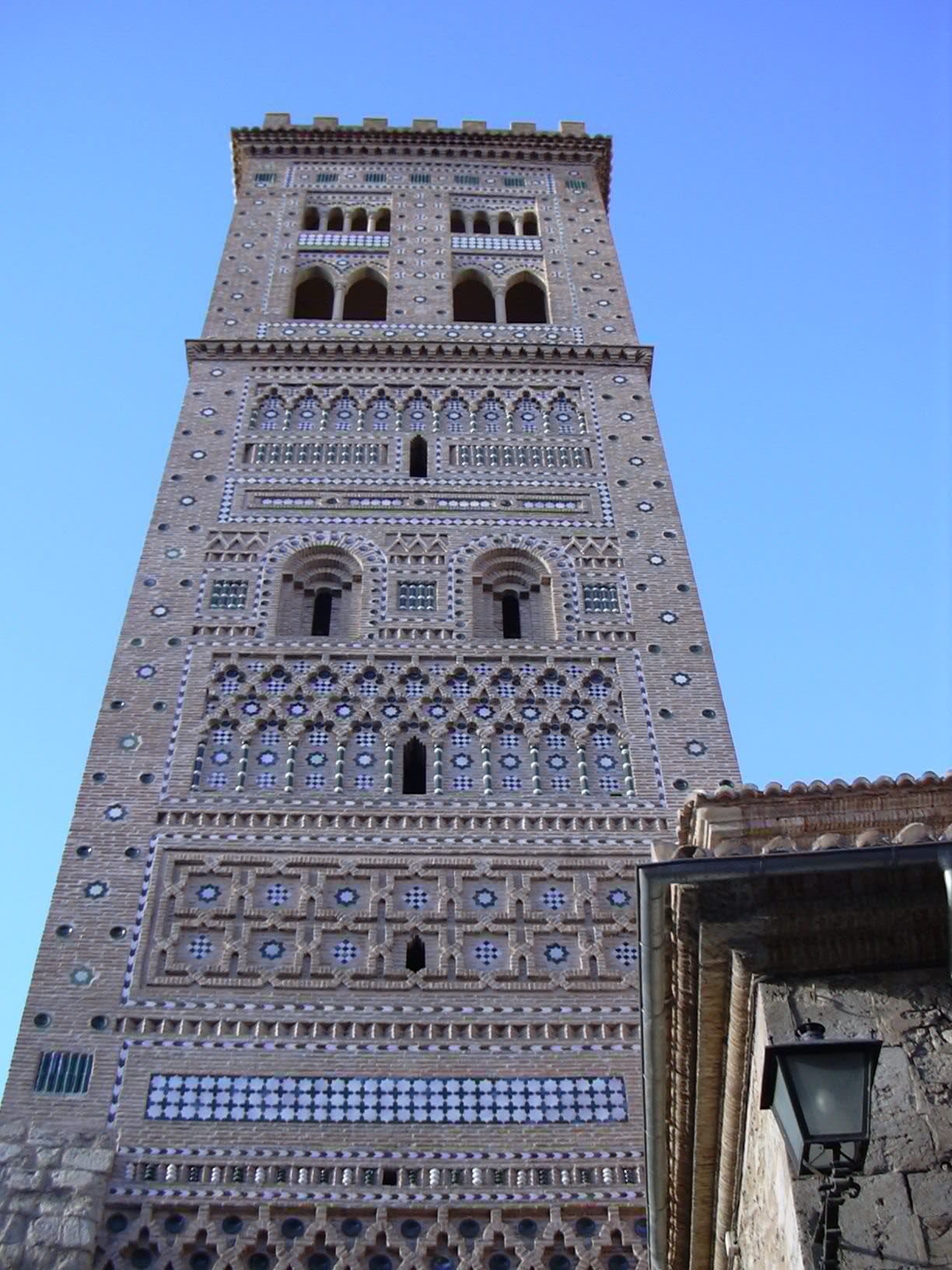
Вежа Сан-Мартін у стилі мудéхар
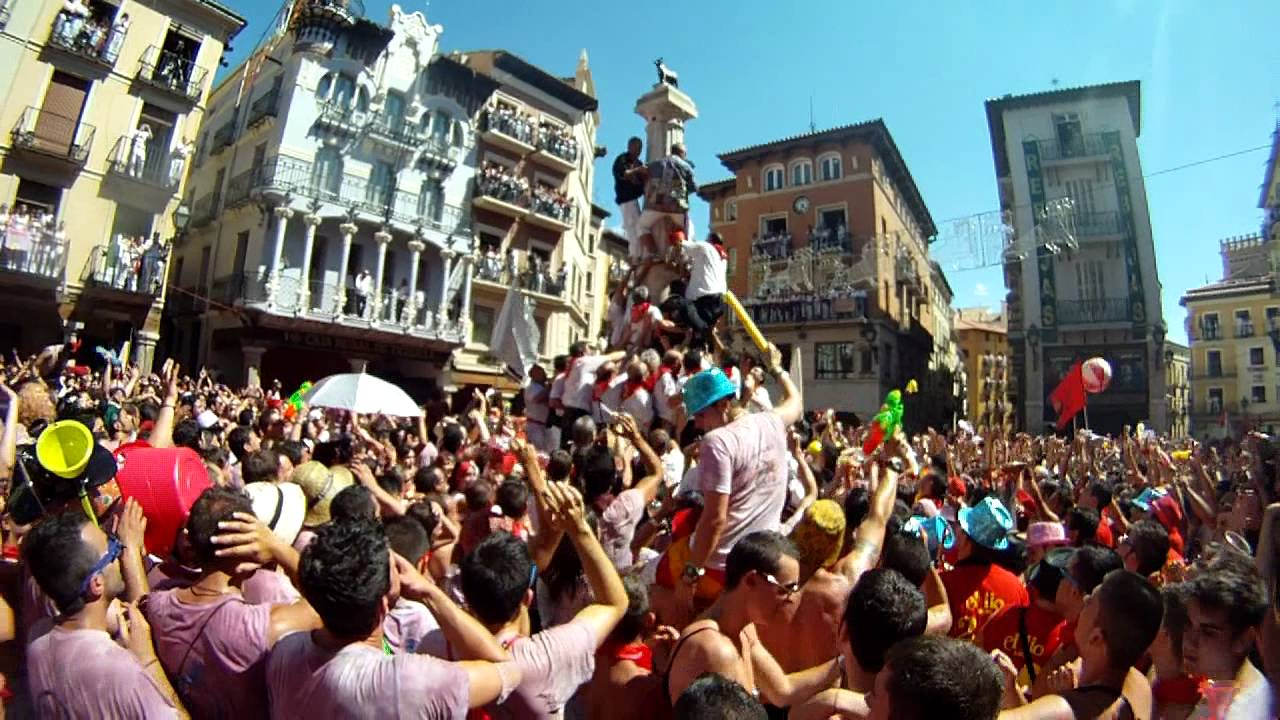
Одягання хустки
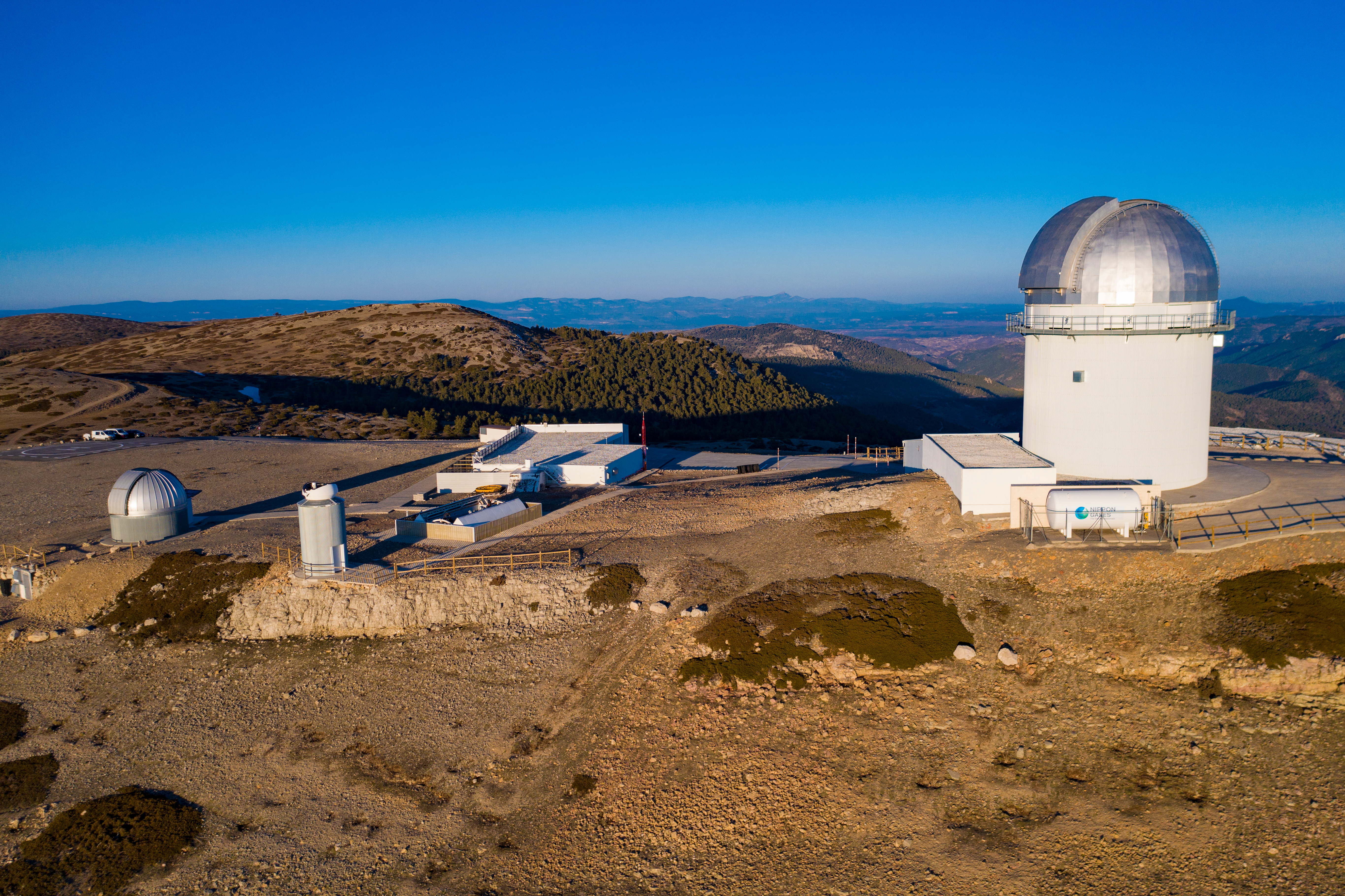
Астрофізична обсерваторія